# Roncus juvencus
Espèce
Roncus juvencus est une espèce de pseudoscorpions de la famille des Neobisiidae.

## Distribution
Cette espèce est endémique de Catalogne en Espagne. Elle se rencontre à Capçanes dans la grotte Cova Ramé et en Tivissa dans la grotte Cova del Janet.

## Publication originale
- Beier, 1939 : Die Pseudoscorpioniden-Fauna der iberischen Halbinsel. Zoologische Jahrbücher, Abteilung für Systematik, Ökologie und Geographie der Tiere, vol. 72, p. 157-202.